# مبومالانجا
مبومالانجا هي إحدى محافظات جنوب أفريقيا، حيث تم تشكيلها في عام 1994م وتنقسم إلى 17 بلدية.

## توأمة
لمبومالانجا اتفاقيات توأمة مع:
- تشونغتشينغ

## أعلام
- سوربرايز موريري
- ليويلين هربرت